# Villeneuve-la-Comtesse
Villeneuve-la-Comtesse – miejscowość i gmina we Francji, w regionie Nowa Akwitania, w departamencie Charente-Maritime.
Według danych na rok 1990 gminę zamieszkiwało 768 osób, a gęstość zaludnienia wynosiła 48 osób/km² (wśród 1467 gmin regionu Poitou-Charentes Villeneuve-la-Comtesse plasuje się na 395. miejscu pod względem liczby ludności, natomiast pod względem powierzchni na miejscu 542.).